# Szwajcarskie Centrum Nauki Technorama
Szwajcarskie Centrum Nauki Technorama – centrum nauki w gminie Winterthur w kantonie Zurychu w Szwajcarii. 

## Opis
Pierwsza wystawa, jeszcze o muzealnym charakterze, otwarta została dla publiczności w roku 1982. W kolejnych latach tematyka wystaw obejmowała m.in. prezentację przetwórstwa żelaza, techniki kowalskie itp.(np. ekspozycja z 1988 r.).
W 1990 roku Technorama zmieniła charakter i z muzeum techniki została przekształcona na wzór anglosaskich centrów nauki, w szczególności bazując na koncepcji Exploratorium w San Francisco.
Technorama oferuje ponad 500 interaktywnych stanowisk eksperymentalnych, gdzie odwiedzający mogą badać różne zjawiska przyrodnicze i techniczne. Centrum działa 365 dni w roku, oferując atrakcje zarówno wewnątrz, jak i na zewnątrz budynku, w tym park „Technorama Draussen”.
Wystawy produkowane przez Technoramę gościły w wielu innych centrach nauki, m.in. w Centrum Nauki Kopernik w Warszawie. 

## Galeria

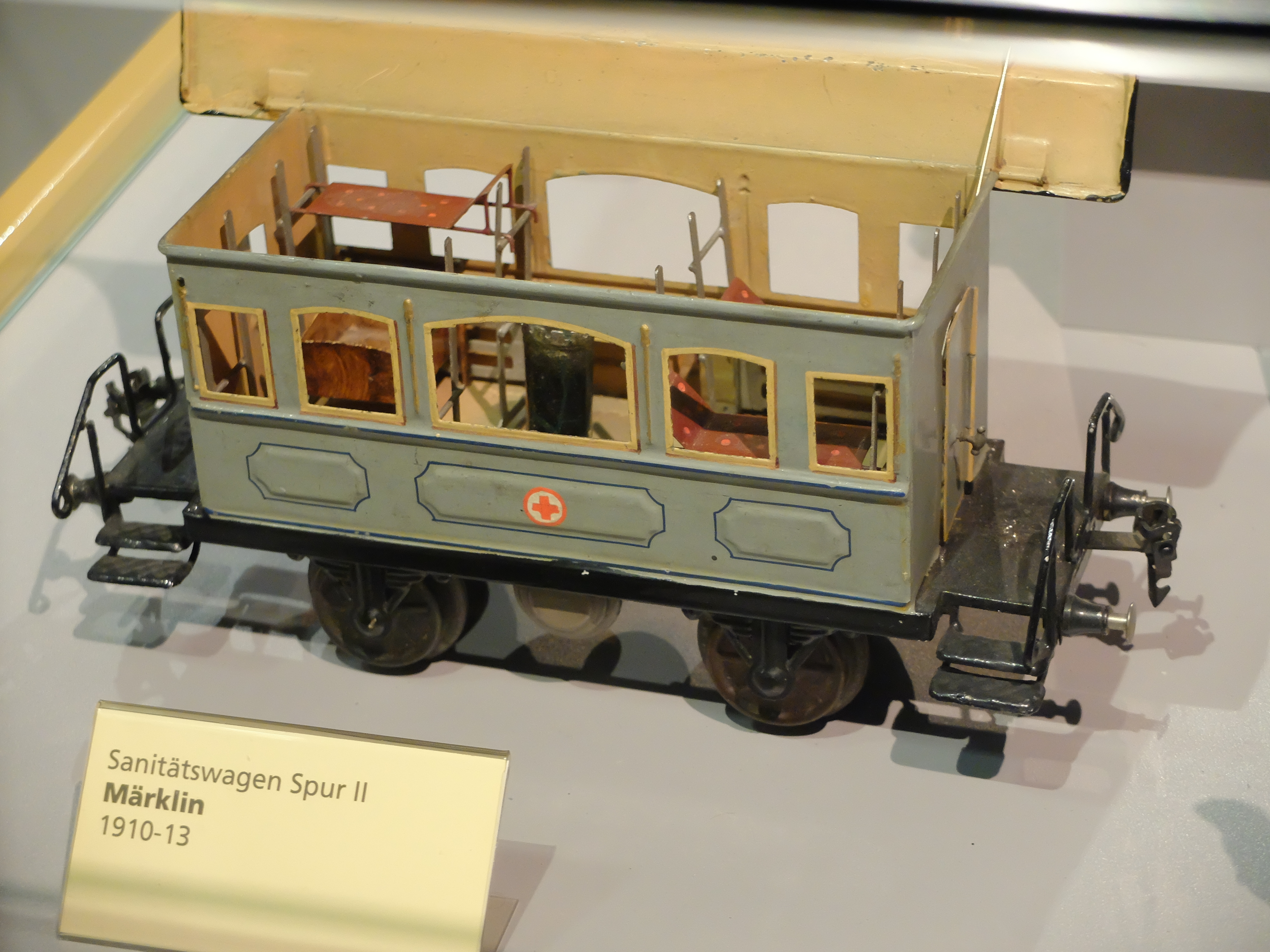
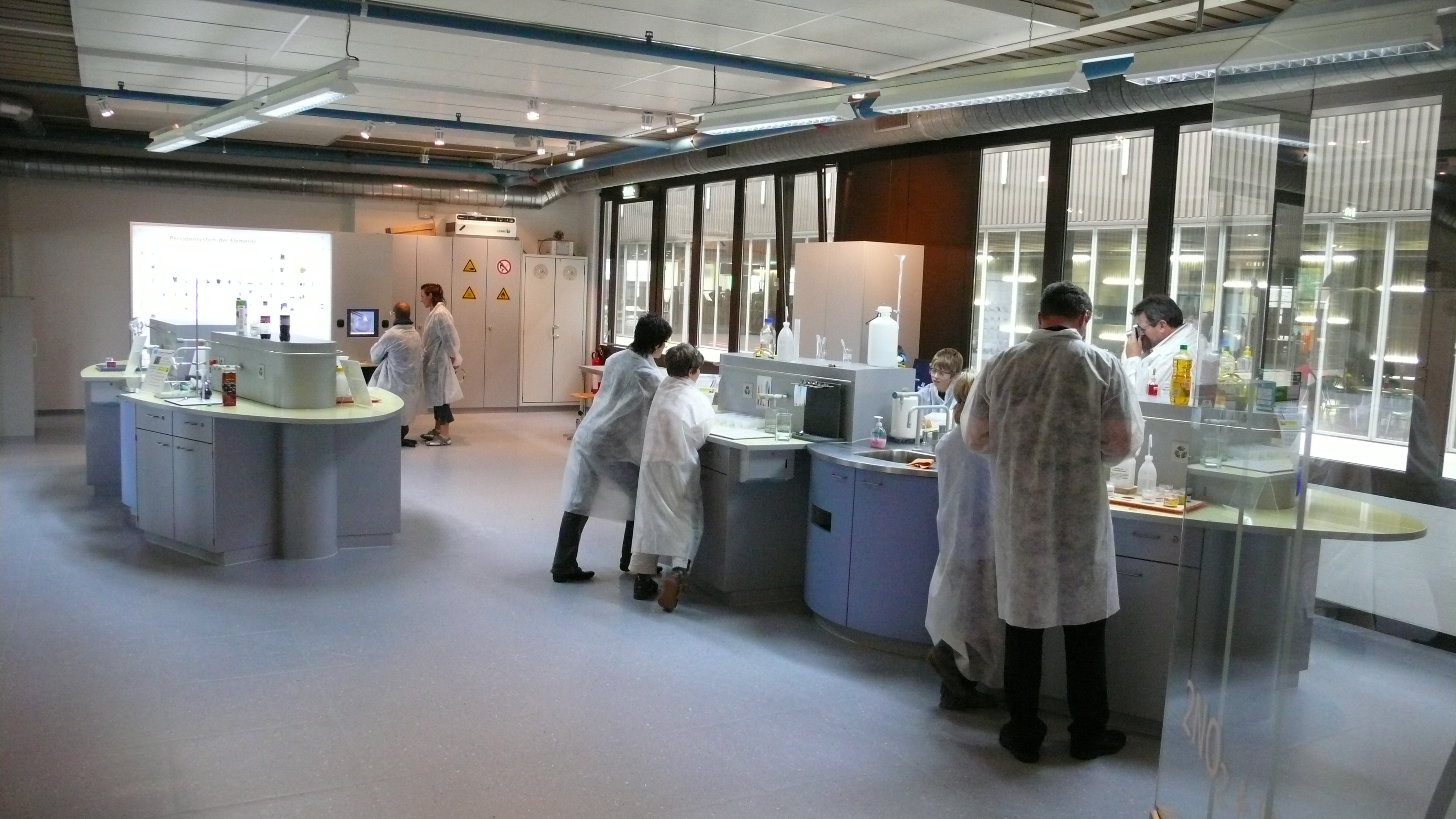
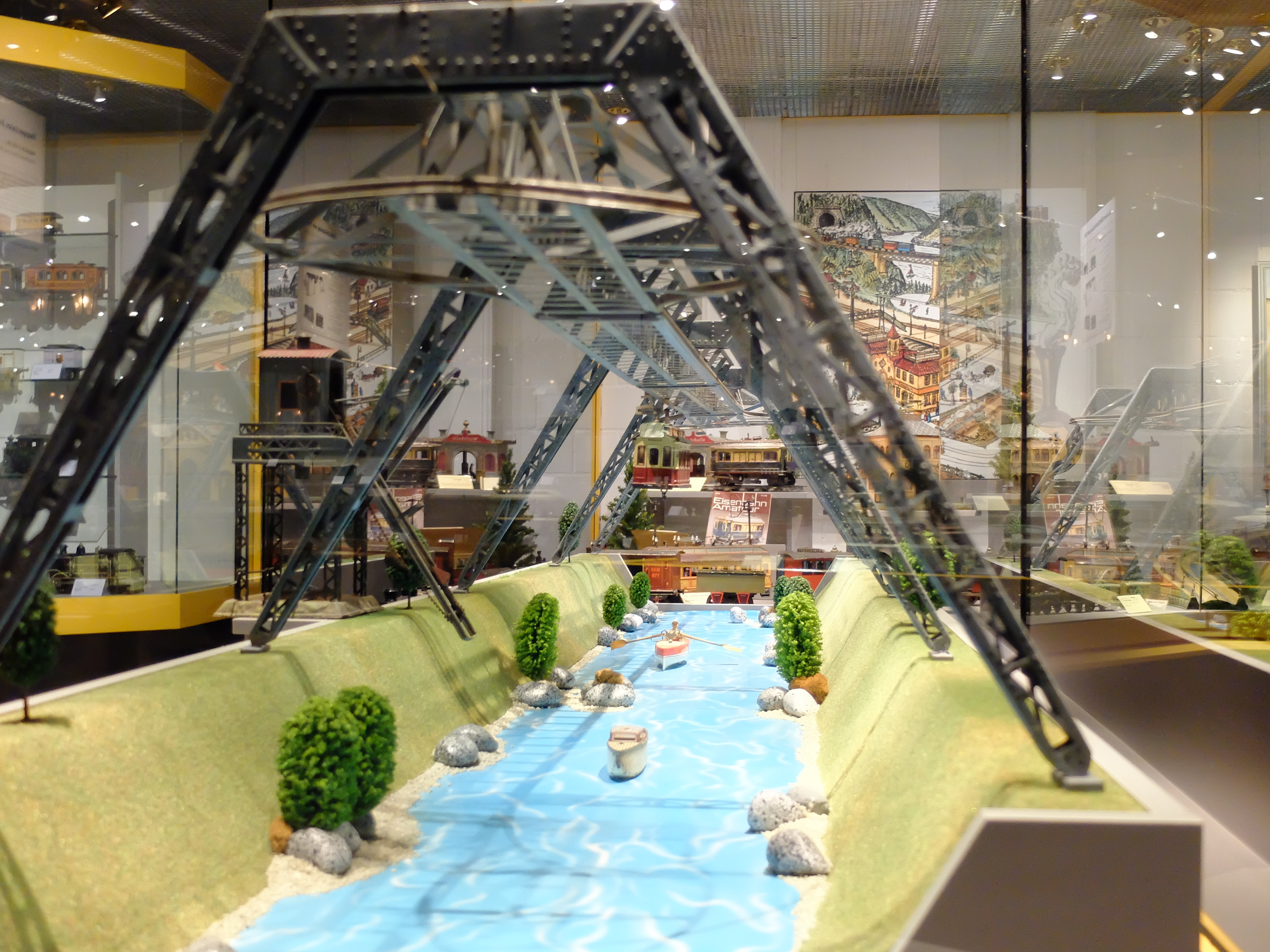
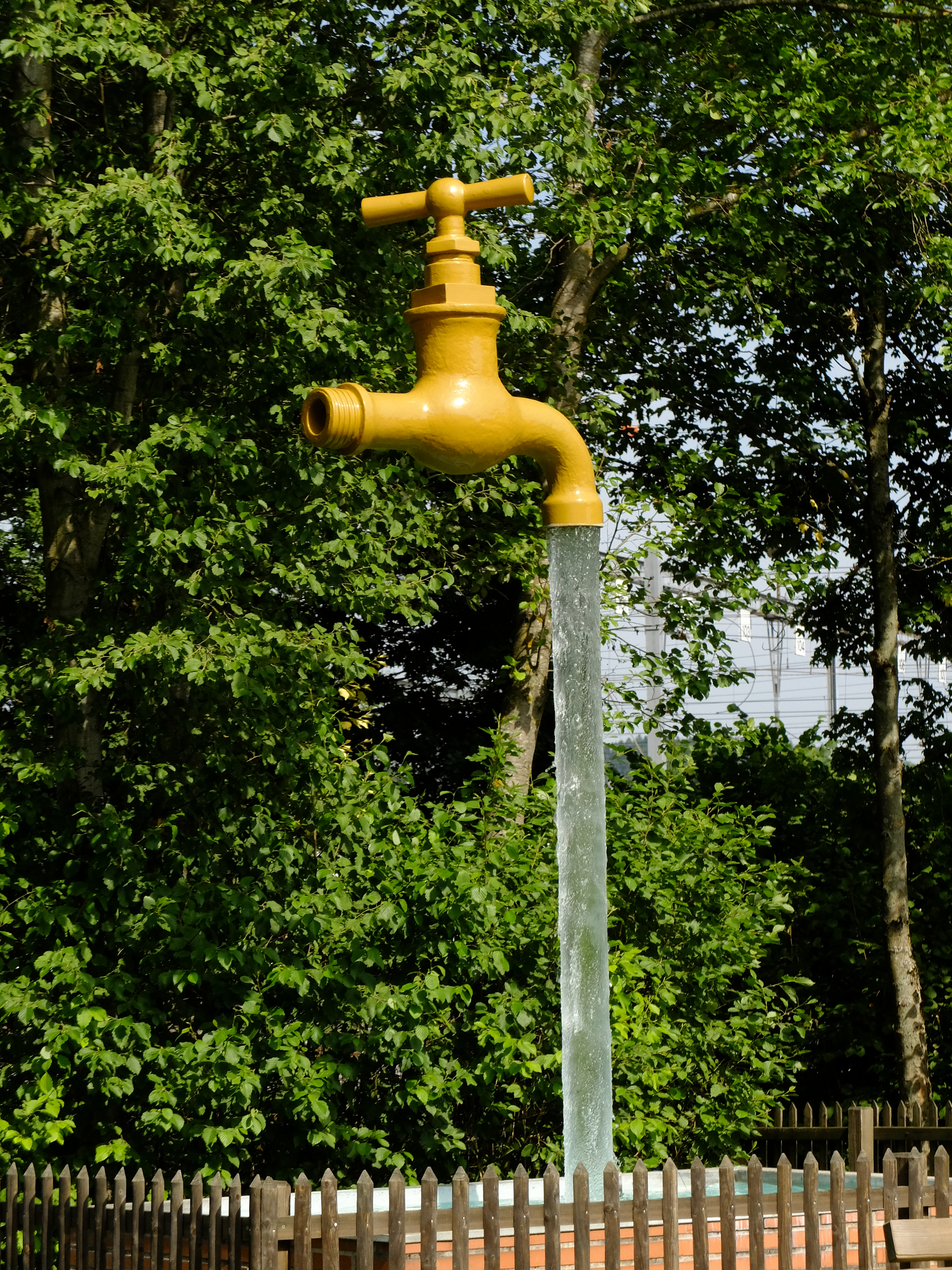
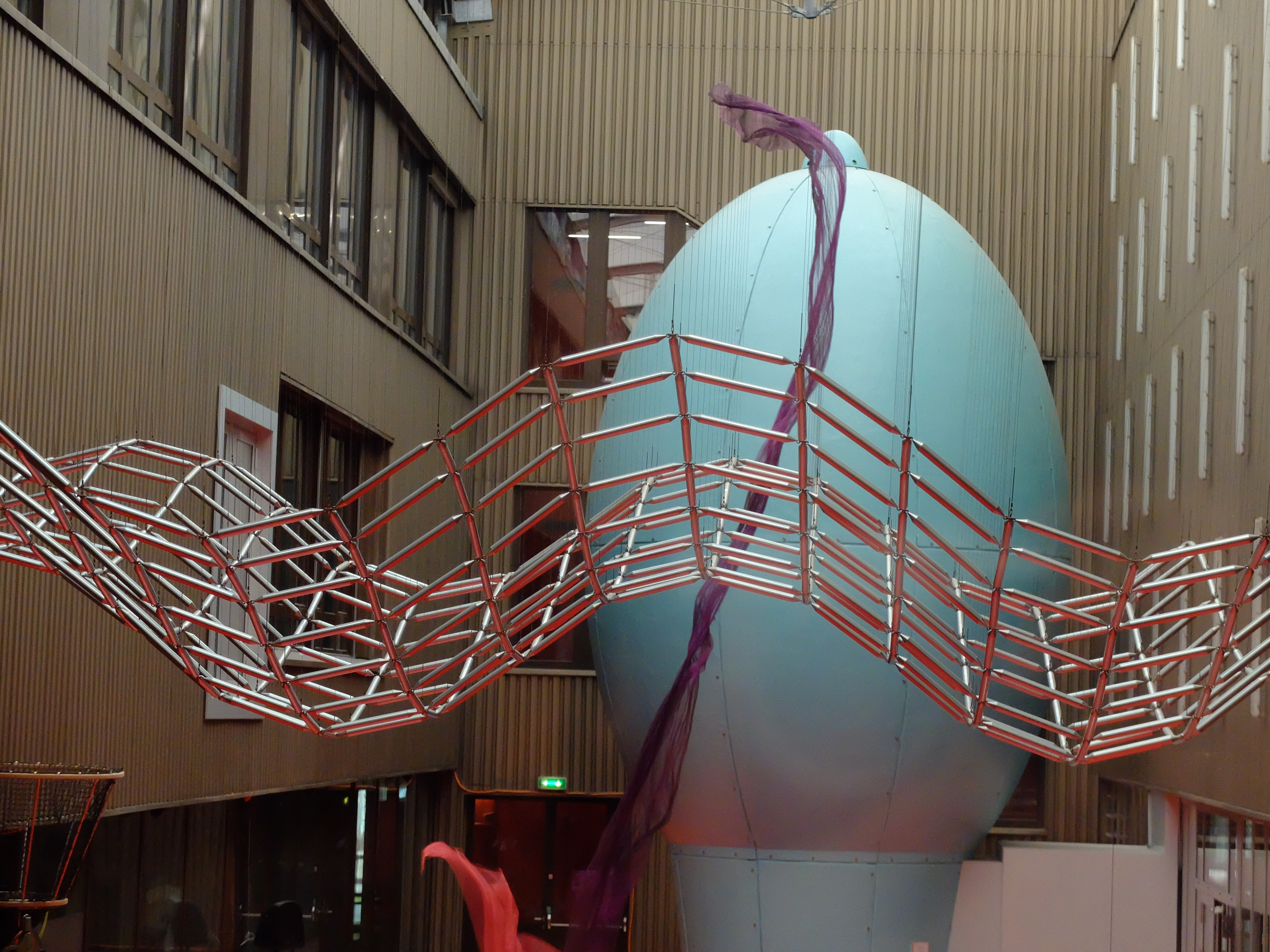